# Колеманіт
Колеманіт (рос. колеманит; англ. colemanite; нім. Colemanit m) — мінерал класу боратів, водний борат кальцію ланцюжкової будови.
Колеманіт названо на честь американського промисловця У. Т. Колмена, W. Т. Coleman, 1824-93 рр., на ділянці якого бул знайдено мінерал.

## Загальний опис
Хімічна формула: Са[В2ВО4(ОН)3]•Н2О. Містить (%): СаО — 27,27; В2О3 — 50,81; Н2О — 21,91. Домішки лугів. Важливий мінерал бору.
Сингонія моноклінна. Твердість 4-5. Густина 2,4. Крихкий. Злам ступінчатий. Риса біла. Утворює зростки та друзи, променеподібні агрегати. Колір — безбарвний, прозорий або білий мінерал. Блиск скляний. Утворюється внаслідок осадження з борними розсолами континентальних озер разом з інш. боратами, гіпсом, глинистими відкладами.
Зустрічається також у відкладах гарячих джерел.
Найбільші родовища — в Долині Смерті у пустелі Мохаве (США).

## Застосування
Колеманит є цінним природним промисловим джерелом нерозчинного бору, і борної кислоти, які застосовуються в різних областях: хімічній, фармацевтичній промисловості (для лікування різних очних, шкірних хвороб і як антисептик) тощо.